# Siba
Siba (arab. سباع) – wieś w Syrii, w muhafazie Hama. W 2004 roku liczyła 791 mieszkańców.